# Tulení maso

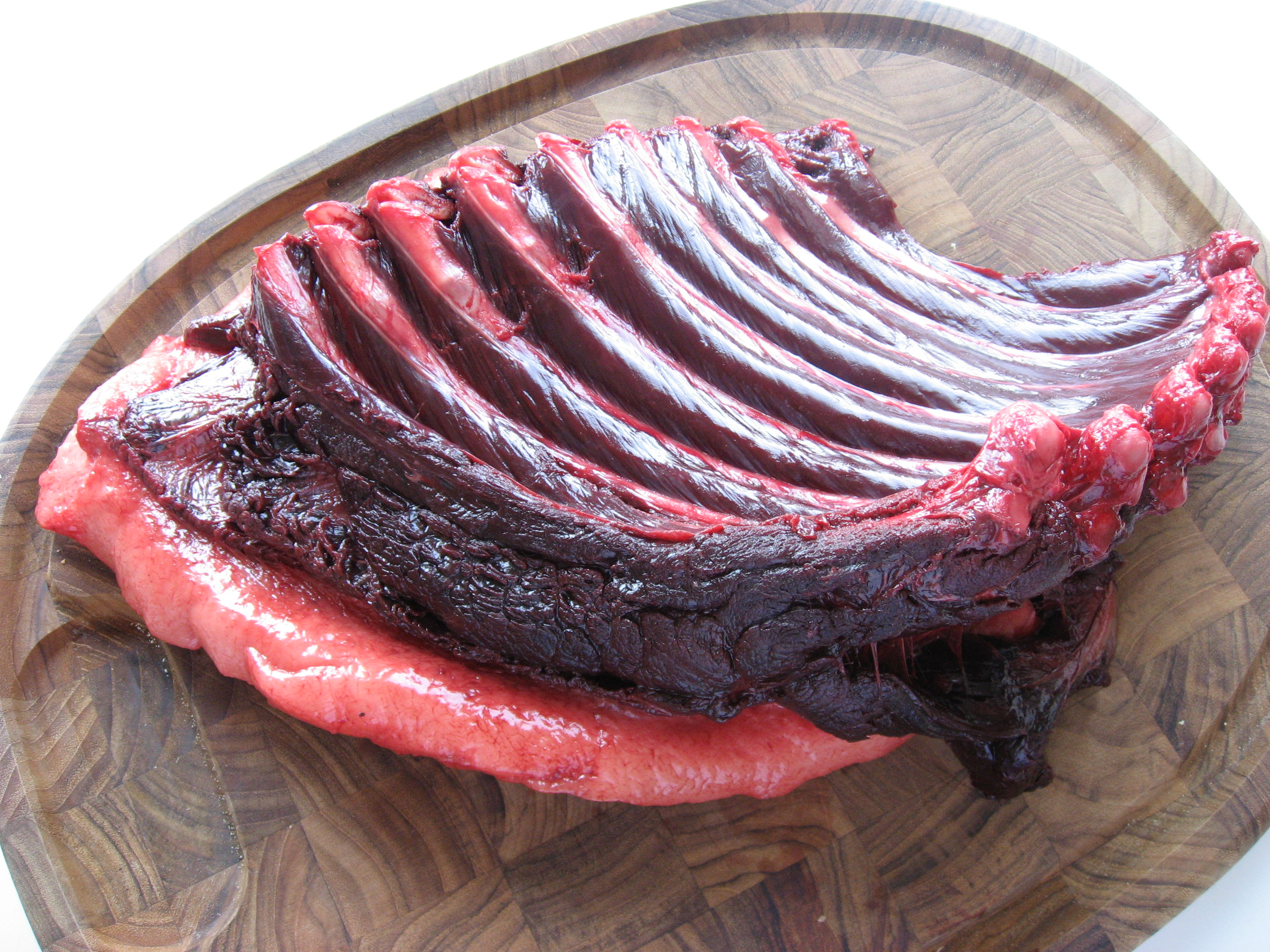
Maso z mladého jedince tuleně grónského

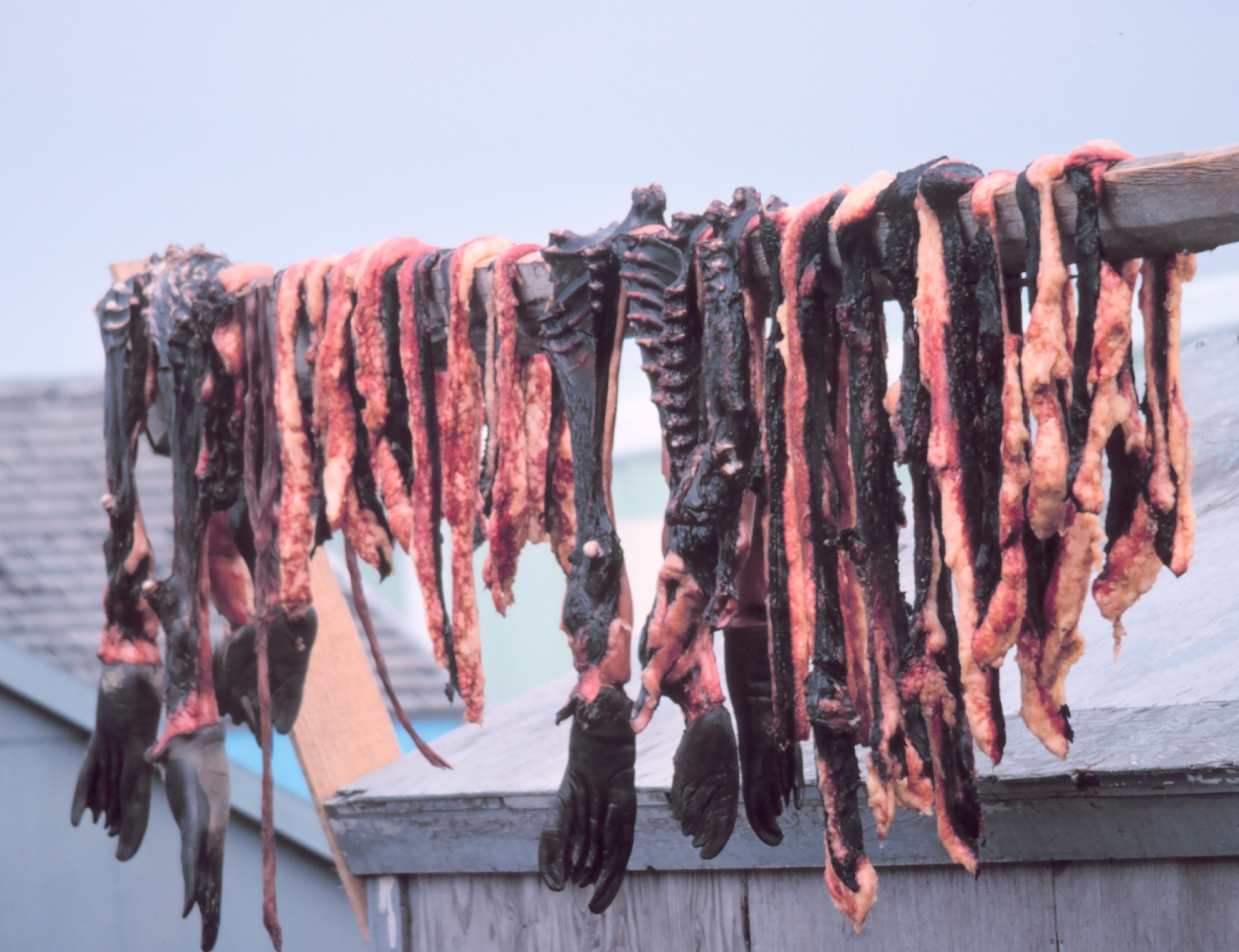
Sušící se tulení maso na Ostrově svatého Vavřince.

Tulení maso je maso, včetně tuku a orgánů, pocházejících z tuleňů. Toto maso se používá jako potrava pro lidi nebo zvířata. Připravuje se mnoha způsoby, často se před konzumací věší a suší. Historicky se jedlo v mnoha částech světa. Bylo základní potravou domorodých obyvatel z oblasti severního polárního kruhu (např. Eskymáků a Čukčů). Divoké maso pod několika centimetry silnou vrstvou tuku má tmavou barvu a je velmi libové. Na Faerských ostrovech se například tulení maso v 19. století sušilo a používalo jako krmivo pro zvířata. Tradice konzumace tuleního masa se dochovala mimo jiné v Japonsku, Kanadě a Norsku. Dne 20. srpna 2010 Evropská unie vydala zákaz obchodu s produkty pocházejícími z tuleňů, kteří nebyli uloveni původními obyvateli.

## Výživová hodnota
Během výzkumu Bergenské univerzity a Národního institutu pro výživu a výzkum mořských plodů byly hodnoceny dva druhy tuleně, a to čepcol hřebenatý (Cystophora cristata) a tuleň grónský (Phagophilus groenlandicus), aby stanovily nutriční složení jejich masa. Tulení maso je obecně libové a obsahuje méně než 2 % tuku. Tento tuk se skládá převážně z mononenasycených mastných kyselin, omega-3 polynenasycených mastných kyselin s dlouhým a velmi dlouhým řetězcem. Maso má také vysoký obsah bílkovin a vyvážené složení aminokyselin.
Studie prokázala významné rozdíly ve složení živin mezi jednotlivými tuleni. To mohlo být způsobeno velmi rozdílným věkem a velikostí testovaných tuleňů. Obecně lze maso i tuk považovat za vysoce kvalitní potravu z hlediska bioaktivních složek a živin. V průměru lze doporučený denní příjem vitamínu B12 a železa v případě ženy pokrýt 40 g tuleního masa.
Významný rozdíl mezi druhy byl zjištěn v obsahu kyseliny eikosapentaenové a to jak v mase, tak v tuku. Byly také nalezeny vysoké hladiny stopových prvků. Zejména svalovina čepcola hřebenatého obsahovala 379 μg/g železa a svalovina tuleně grónského 30 μg/g zinku. V tuku tuleňů žijících v kanadské části Arktidy byly nalezeny vysoké hladiny rtuti.